# Atelopus guitarraensis
Atelopus guitarraensis is een kikker uit de familie padden (Bufonidae) en het geslacht klompvoetkikkers (Atelopus). De soort werd voor het eerst wetenschappelijk beschreven door Mariela Osorno-Muñoz, Maria Cristina Ardila-Robayo en Pedro Miguel Ruíz-Carranza in 2001. Omdat de soort pas sinds recentelijk is beschreven wordt de kikker in veel literatuur nog niet vermeld.
Atelopus guitarraensis leeft in delen van Zuid-Amerika en komt endemisch voor in Colombia. De kikker is bekend van een hoogte van 3400 meter boven zeeniveau. De soort komt in een relatief klein gebied voor en is hierdoor kwetsbaar. Door de internationale natuurbeschermingsorganisatie IUCN wordt de soort beschouwd als 'kritiek'.
Atelopus guitarraensis is slechts bekend van expedities in 1975 en 1990.